# Universidad Trisakti

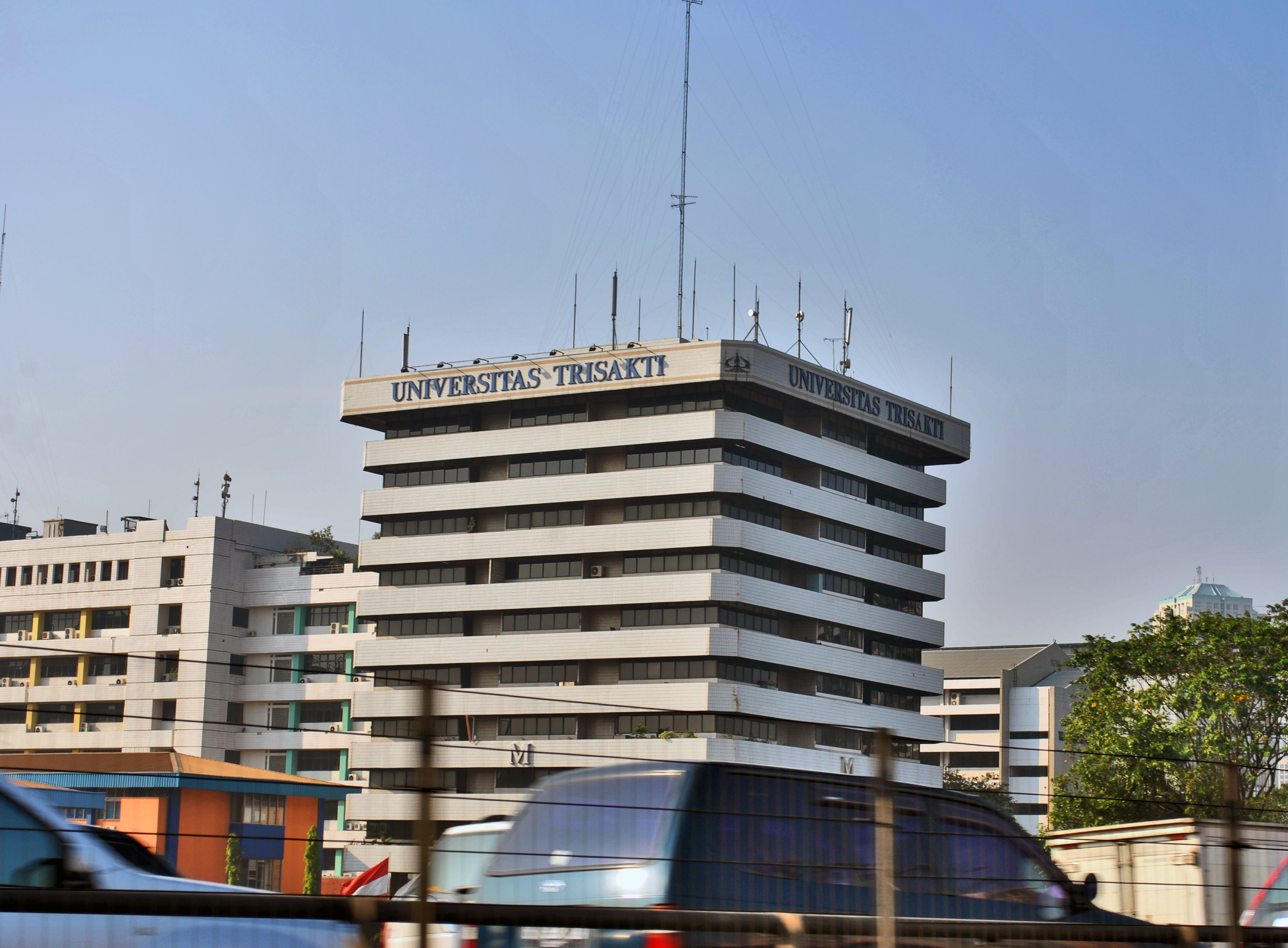
Edificio del campus.

La Universidad Trisakti (Usakti, Trisakti) es una universidad privada ubicada en Yakarta, Indonesia. La Universidad Trisakti es la única universidad privada en Indonesia establecida por el Gobierno de la República de Indonesia. Fundada el 29 de noviembre de 1965, la universidad tiene más de 20.000 estudiantes activos y ha producido más de 100.000 alumnos. La Universidad Trisakti emplea actualmente a 742 profesores titulares (82%) y 160 profesores a tiempo parcial (18%).

## Historia

### Universidad Baperki (1958-1962)
En 1958, Baperki, una organización de indonesios de ascendencia china estableció la Universidad Res Publica como Universidad Baperki.

### Universidad Res Publica (1962-1965)
El nombre "University Res Publica" fue tomado de un discurso presidencial pronunciado por el presidente Sukarno y significa "para el interés público". La escuela fue destruida después del intento de golpe en Indonesia, se prohibió Baperki y se estableció la Universidad Trisakti para reemplazar la universidad destruida. Muchos exalumnos fueron prohibidos por acusaciones de vínculos con el Partido Comunista de Indonesia (PKI).

### Universidad Trisakti (1965 en adelante)
Originalmente había cinco facultades en la Universidad Trisakti:
- Facultad de Ingeniería con cinco departamentos (Ingeniería Mecánica, Ingeniería Eléctrica, Ingeniería Civil, Arquitectura y Bellas Artes)
- Facultad de Odontología
- Facultad de Medicina
- Facultad de Economía con dos materias (Economía y Contabilidad)
- Facultad de Derecho y Sociedad del Conocimiento

Desde 1980, se establecieron varias facultades adicionales para hacer frente al rápido desarrollo tecnológico en Indonesia. La universidad cuenta actualmente con nueve facultades.

#### Tiroteos militares de 1998

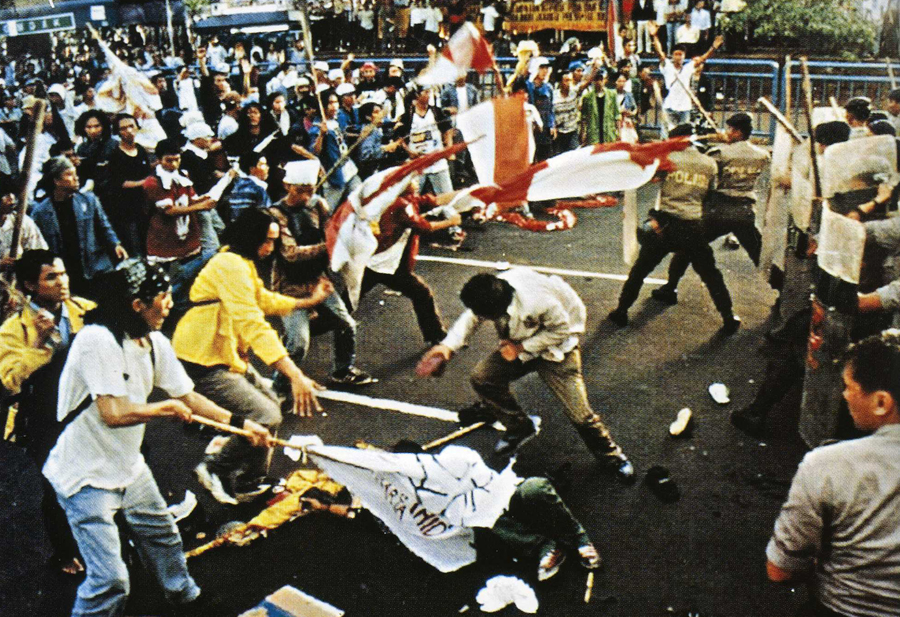
Los estudiantes de la Universidad Trisakti chocan con las fuerzas policiales durante los disturbios de mayo de 1998 en Indonesia.

Los tiroteos de Trisakti (en indonesio: Tragedi Trisakti [ˈtraɡedi trisakˈti], literalmente "Trisakti Tragedy") ocurrieron en la Universidad de Trisakti el 12 de mayo de 1998. En una manifestación que exigía la dimisión del presidente Suharto, los soldados abrieron fuego contra manifestantes desarmados. Cuatro estudiantes murieron y decenas más resultaron heridos. Los tiroteos contribuyeron al malestar estudiantil generalizado y a los disturbios durante la Revolución Indonesia de 1998, que llevaron a la dimisión del presidente Suharto.
El Museo Trisakti se estableció en conmemoración del incidente.

## Edificio y ubicaciones
Tiene varios campus alrededor de Jabodetabek.

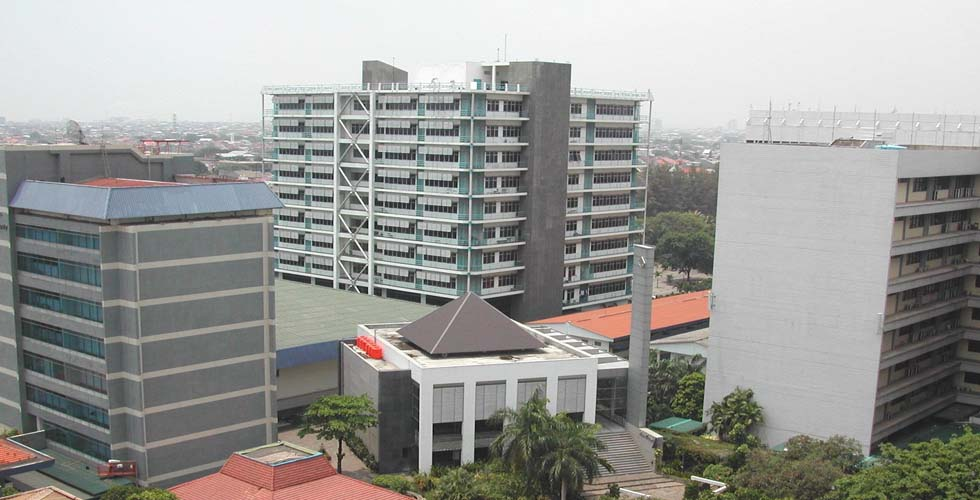
Edificios universitarios en el campus A, Yakarta.

### Campus de Yakarta
- El campus principal, ubicado en Jl. Kyai Tapa no. 1 Grogol Yakarta Barat 11440. Centro Administrativo (Rektorat), Facultad de Derecho, Facultad de Economía, Facultad de Ingeniería Civil y Planificación, Facultad de Tecnología Industrial, Facultad de Tecnología Mineral, Facultad de Arquitectura Paisajista y Tecnología Ambiental, Facultad de Artes y Diseño y Programas de Graduados.
- Campus B, ubicado en Jl. Kyai Tapa Kav 262 Grogol Yakarta Barat 11440. Facultad de Ciencias Médicas y Facultad de Odontología.
- Campus C, ubicado en Jl. A. Yani (By Pass) Kav. 85, Rawasari, Yakarta Timur 13210.
- Campus D, ubicado en Jl. IKPN Tanah Kusir Bintaro Yakarta Selatan 12330. Este es el campus principal de Sekolah Tinggi Pariwisata Trisakti (STPT).
- Campus F, ubicado en Jl. Jenderal Ahmad Yani No 107 By Pass, Rawasari, Yakarta Timur 13210. Este campus cuenta con otra parte de la Facultad de Economía.
- Campus G, ubicado en Jl. Kyai Tapa no. 100 Grogol Yakarta Barat 11440. Centro Médico Trisakti y algunas salas de conferencias de la Facultad de Ciencias Médicas.

### Campus de Java Occidental
- El campus de Nagrak es el campus más grande (124 ha), ubicado en Jl. KH. Rafei-Alternativa Cibubur, Km 6, Bogor 16968. Oficina de Gestión Temporal, Centro de Ciencia, Tecnología y Desarrollo Comunitario (CSTCD).

## Organizaciones

### Facultades
La universidad tiene nueve facultades:

#### Facultad de Economía y Empresa
- Departamento de contabilidad
- Departamento de Gerencia
- Departamento de Economía

#### Facultad de Ingeniería Civil y Planificación
- Departamento de Ingeniería Civil
- Departamento de Arquitectura

#### Facultad de Tecnología Industrial
- Departamento de Ingeniería Mecánica
- Departamento de Ingeniería Eléctrica
- Departamento de Ingeniería Industrial
- Departamento de Informática y Sistemas de Información

#### Facultad de Tecnología y Energía de la Tierra
- Departamento de Ingeniería Petrolera
- Departamento de Ingeniería Geológica
- Departamento de Ingeniería de Minas

#### Facultad de Arquitectura del Paisaje y Tecnología Ambiental
- Departamento de Arquitectura Paisajista
- Departamento de Ingeniería Ambiental
- Departamento de Planificación Regional y Urbana

#### Facultad de Artes y Diseño
- Departamento de Fotografía
- Departamento de Diseño de Interiores
- Departamento de Diseño de Producto
- Departamento de Cinematografía

## Perfil académico

### Reputación y reconocimiento

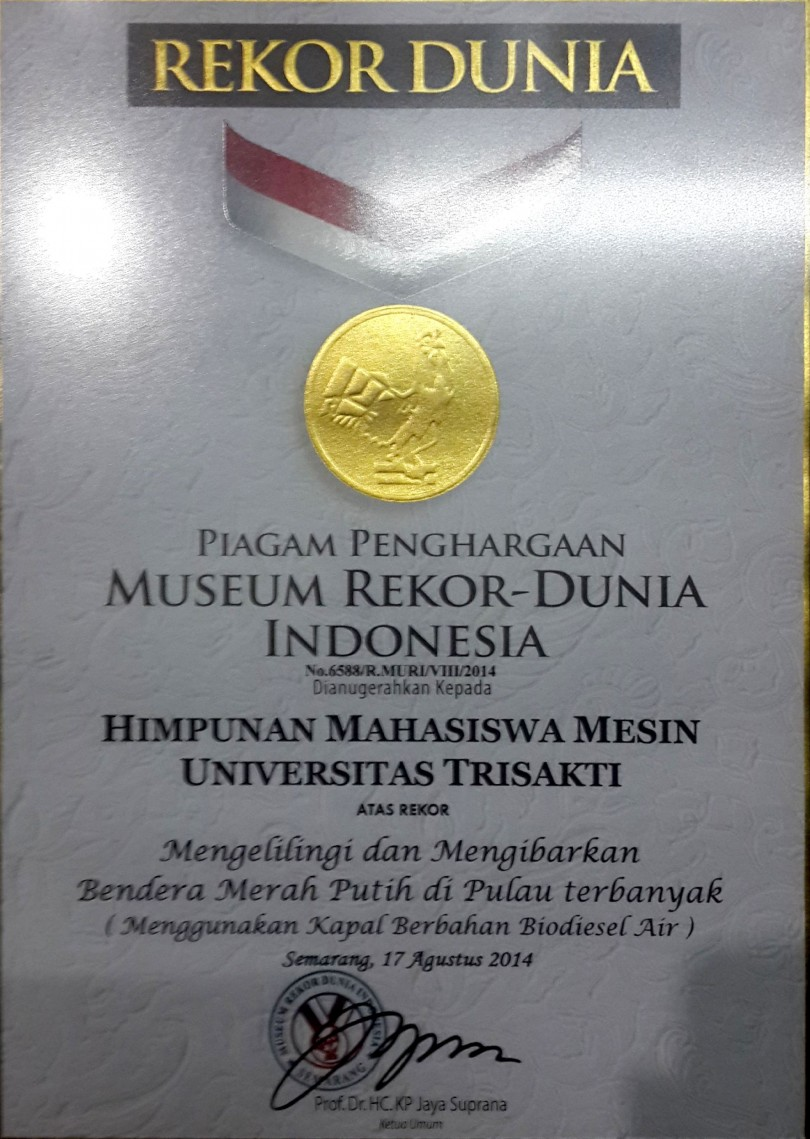
El certificado del Museo Indonesio de Récords Mundiales para el Departamento de Ingeniería Mecánica de la Universidad Trisakti, que recorrió con éxito 69 islas en Indonesia, utiliza un barco pesquero alimentado con agua en diesel.

La Universidad Trisakti ha logrado reconocimiento mundial en general, y en particular por el nivel de cantidad y calidad de la contratación laboral para los graduados.
El reconocimiento internacional de los cursos visibles de la Universidad Trisakti ha tenido:
- Programa de Licenciatura de Doble Titulación en 12 cursos con Indiana-Purdue Universidad de Indianápolis, Estados Unidos; Universidad de Missouri St. Louis, Estados Unidos; Universidad John Curtin, Sídney, Australia; Hogeschool Utrecht, Universidad de Ciencias Aplicadas, Utrecht, Países Bajos; Universidad de Northampton, Reino Unido, Escuela de Negocios Koffie Annan Países Bajos, Universidad Saxion de Ciencias Aplicadas de Países Bajos, Universidad John Curtin, Perth, Australia Occidental, Universidad de Ciencias Aplicadas de Inholland Países Bajos.
- Maestría en Administración de Doble Titulación en la Escuela de Administración de Maastricht, Países Bajos, el Instituto Markfield de Educación Superior del Reino Unido, la Universidad La Trobe en Australia, la Universidad Príncipe de Songkla en Tailandia, la Universidad de los Emiratos Unidos y el Instituto Asiático de Administración en Filipinas.
- Programa de Doctorado de Clase Internacional con Maastricht School of Management Holanda, Universidad Estatal de Colorado, EE. UU., Markfield Institute of Higher Education UK, Universidad La Trobe en Australia.

Además, el reconocimiento internacional se caracteriza por la presencia de un número de estudiantes extranjeros de más de cinco países. Considerando que el reconocimiento de la calidad a nivel nacional está marcado por la creciente calidad de la acreditación. En el año académico 2013 - 2014 se acreditaron 45 programas de estudio impartidos por la Universidad Trisakti.
Además, la Facultad de Medicina de la Universidad de Trisakti obtuvo un buen resultado en la prueba de competencia médica de Indonesia (UKDI), con una calificación aprobatoria del 90% igual a la de otras facultades de medicina de las principales universidades. La Facultad de Medicina de la Universidad Trisakti es la única facultad de medicina que actualmente los graduados poseen un certificado del Centro de Desarrollo Laboral e Hiperkes, por lo que los graduados de la Facultad de Medicina de la Universidad Trisakti pueden trabajar directamente en las empresas.
Lo siguiente es que los 23 conferencistas tengan un logro nacional al ganarse la confianza para ser un equipo/recurso/jurado a nivel nacional. Los profesores de la Universidad Trisakti también cuentan con la confianza de la Junta Nacional de Acreditación Universitaria: el Ministerio de Educación Nacional está marcado por el nombramiento de 15 profesores titulares de la facultad de la Universidad Trisakti para convertirse en evaluadores nacionales. Algunos profesores se ganan la confianza como evaluadores de experiencia en certificación.
La aceptación del mundo laboral se puede medir con el indicador de posición de los antiguos alumnos, el período de espera para conseguir un trabajo, la idoneidad de las ciencias y el reconocimiento de los graduados usuarios. Según los resultados de búsqueda de exalumnos del año 2013/2014, los datos mostraron que el período de espera promedio para conseguir un trabajo para los graduados es de menos de tres meses y se considera muy bueno; y bueno en los atributos de integridad, profesionalismo, comunicación, cooperación, autodesarrollo y habilidades de TI. Este logro debe mejorarse, especialmente en términos de ciencia de idoneidad.
La aceptación de la calidad y la cantidad en el mundo del trabajo no se puede separar de los logros académicos en forma de habilidades duras y blandas, así como del desarrollo del carácter de los graduados de la Universidad Trisakti. Hasta el año académico 2013/2014, hay 104.247 graduados que ocupan puestos importantes en el país, como el de Gobernador de Yakarta y el de presidente de la Cámara de Representantes. Además, hay antiguos alumnos que trabajan en el extranjero, como en Estados Unidos, Europa, Australia, Canadá, África, Oriente Medio, China, Malasia y Singapur.

### Investigación
En el campo de la investigación, en 2013 y 2014 la Universidad Trisakti ganó el concurso para obtener una subvención de la Dirección de Investigación y Servicios Comunitarios, Dikti, un total de 39 estudios, con detalles MP3EI 2 estudios, 3 becas de investigación fundamental, becas competitivas: 11 estudios, Universidades Líderes en Investigación: 20 estudios, RAPID: 1 y 2 estudios Tesis doctoral. Profesores implicados en 38 investigaciones sobre 120 profesores de 742 profesores, un 16% global. Además, obtuvo fondos externos al ministerio por un importe de 283.400.000 rupias y 18.156 euros o el equivalente a 290.496.000 rupias.
La Universidad Trisakti también financia investigaciones realizadas por cada profesor de la facultad en 216 estudios, realizados por 277 profesores y 70 estudiantes. Así, el total de 252 estudios de investigación realizados costó 5.946.067.000 rupias. Esta cantidad ha superado con creces la cantidad promedio estándar del AIPT de financiación de investigación por facultad por año, alcanzando los 13 millones de rupias (> 3 millones de rupias). Aunque todavía es necesario mejorar aún más en términos de cantidad de investigación.
El aumento en el número y la cantidad de financiación para la investigación que se puede obtener del Dikti es posible porque desde 2012, en términos de investigación, la Universidad Trisakti se insertó en la cima por el Dikti, lo que significa que la Universidad Trisakti ha sido nombrada administradora del programa de investigación de descentralización de fondos de Ditjen Dikti y contar con un revisor interno para ese programa de descentralización.
Los derechos de propiedad intelectual (DPI) obtenidos por la Universidad Trisakti en el año académico 2013/2014 ascendieron a 20. La buena noticia en el ámbito de la investigación también se produjo en el curso académico 2013/2014 en el que los trabajos científicos presentados en un seminario nacional fueron 58 trabajos y 18 trabajos en seminarios internacionales.

### Servicio comunitario
Según la visión y misión del Instituto de Servicios Comunitarios (LPKM), que se refiere a la visión y misión de la universidad, el propósito de LPKM es apoyar y acelerar la creación de una sociedad próspera y su sostenibilidad ambiental. Durante el año académico 2013/2014, la Universidad Trisakti planeó implementar el programa ascendió a 416 programas que constan de hasta 341 programas monodisciplinarios y un programa multidisciplinario de 75 cursos, o el 115,2% del plan, lo que significa que hay 15,2 adicionales. % hasta 55 actividades. Los docentes involucrados en la implementación del programa PKM con un número récord de 1.246 docentes docentes pueden realizar más de una actividad, mientras que el número de estudiantes involucrados es de 274 personas.
El Instituto de Servicios Comunitarios responde muy bien a los desastres naturales de emergencia que ocurren a menudo en Yakarta, especialmente en las aldeas de Tambora, Bambu Utara, Tanjung Duren Utara, Jembatan Besi, Jati Pulo, Duri Pulo, Wijaya Kusuma y Jelambar Baru. y el pueblo de Petojo Utara. Además del PKM habitual, también hay una visita de trabajo de la Universidad Terengganu de Malasia del 24 al 29 de marzo de 2014, presidida por el Prof. Madya y el Dr. Nur Azura Bt Sanusi.
El programa de servicio comunitario lo llevan a cabo estudiantes de varias facultades/cursos que existen en el ámbito de la Universidad Trisakti en forma de programa de Clase de Negocios Independiente - Ciencia y Tecnología Aplicada (KUM-ITT). En el año académico 2013/2014, el programa KUM-ITT se implementó en seis aldeas de tres distritos de Pandeglang, Banten. Al programa KUM-ITT asistieron 135 estudiantes que aprobaron la selección. El número de programas que se han implementado en KUM-ITT son 144 programas que incluyen 10 programas de Tecnología Aplicable (TTG) y otros programas en los campos del derecho, la salud, el económico, el ambiental, el social, el físico y otros.
De los 77 programas multidisciplinarios, año académico 2013/2014, funcionan bien y existe un vínculo entre los programas entre sí en términos de su integración en una multidisciplina de acuerdo con la sustancia de cada implementación del programa de gestión y terminación de pozos. Se refiere a la participación de la tecnología.
A nivel internacional, el Community Services Institute cooperó con la Universidad Estatal de Colorado, especialmente en el campo del desarrollo comunitario.

## Alumnos y académicos notables

### Exalumnos notables

#### Académicos y científicos
- Ir. Henri Urano, MT, Ph.D. (jefe del Departamento de Ingeniería Eléctrica, Universidad Pelita Harapan, Indonesia) [5]
- Ir. Iman Herwidiana Kartowisastro, M.Sc. Doctor. (Vicerrector de Desarrollo Académico y Rector, Universidad Bina Nusantara, Indonesia) [6]
- Ir. Theresia Widya Suryaningsih, MM (Primera Rectora, Universidad Bina Nusantara, Indonesia) [7]
- Prof. Wenny Rahayu [8] (Director de la Escuela de Ingeniería y Ciencias Matemáticas, Universidad La Trobe, Australia) [9]

#### Gente de negocios
- André Rosiade, SE

#### Abogados
- Haris Azhar (Defensor, Director de la Fundación Lokataru, Profesor de la Facultad de Derecho de la Universidad Trisakti y Sekolah Tinggi Hukum Jentera Indonesia, Jefe de la División de Derechos Humanos del Colegio de Abogados de Indonesia, Ex Coordinador de KontraS, Exmiembro Ejecutivo de FORUM ASIA)
- Usman Hamid (director ejecutivo de Amnistía Internacional Indonesia, ex coordinador de Kontras)

#### Autores
- Dr. Marga Tjoa (Indonesian writer in popular romance and children's literature)
- Dr. Mira Widjaja (novelist)
- Dr. Nova Riyanti Yusuf (novelist, psychiatrist, member of People's Representative Council, 2009-2014)

#### Medios y artistas
- Griffiths Anna (actor de televisión)
- Lukman Sardi (actor)
- Bunga Citra Lestari (actriz)
- María Harfanti (Miss Indonesia 2015)
- Alya Rohali (Puteri Indonesia 1996)
- Marissa Haque (actriz)
- Hilbram Dunar (presentador de televisión)
- Sarah Sechan (actriz)
- Pica Wiriahardja (presentadora de noticias)
- Ibrahim Imran (cantante)
- Feliz Salma (actriz)
- Gista Putri (actor)
- Jessica Iskandar (actriz)
- Igo Pentury (Ganador Indonesian Idol 2010)
- Kerent Pagustian (Músicos)
- Arief Muhammad (novelista)
- Putri Tiziano (actriz)
- Mira Widjaja (autor)

#### Políticos
- Dr. H. Adhyaksa Dault, SH, M.Si. (Ministro de Estado de Asuntos Juveniles y Deportivos del Gabinete de Indonesia Unida, 2004-2009)
- Ir. H. Alex Noerdin, SH, (decimoquinto gobernador de Sumatra del Sur )
- Ir. Basuki Tjahaja Purnama, MM (decimoséptimo gobernador de Yakarta )
- Dede Yusuf Macan Effendi, ST (Vicegobernador de la provincia de Java Occidental, 2008-2013)
- M. Aziz Syamsuddin, SE, SH, MAF, MH (Jefe de la Tercera Comisión, Consejo Representativo del Pueblo, 2014-2019)
- Dres. Setia Novanto, Ak. (presidente del Consejo Representativo del Pueblo de Indonesia, 2014-2015)
- Yenny Wahid (Directora del Instituto Wahid )
- Wanda Hamidah (DPRD DKI Yakarta, 2009-2014)
- Dr. Putih Sari (miembro del Consejo Representativo del Pueblo de Indonesia)

#### Profesionales
- Ir. Bobby Gafur Umar, MBA (Director de la Institución de Ingenieros de Indonesia (2012-presente, Director ejecutivo de Bakrie & Brothers Tbk.) [10]

#### Servidores públicos
- Muhammad Sapta Murti, Diputado de Legislación, Ministerio de la Secretaría de Estado de RI

#### Deportistas
- Rudy Hartono (Bádminton)
- Christian Ronaldo Sitepu (baloncesto)

### Académicos notables
- Ir. Djiteng Marsudi (director presidente de Perusahaan Listrik Negara, Indonesia, 1995-1998)
- Profesor Ir. Syamsir Abduh, MM, PhD (Miembro de la Junta Nacional de Energía, Indonesia) [11]
- Sofyan Basir (director presidente de Bank Negara Indonesia 2005-2010, director presidente de Perusahaan Listrik Negara 2014-actualmente)
- Ir. Hendra Santika, MM (directora de desarrollo Aneka Tambang ANTAM)
- Cahaya Dwi Rembulan Sinaga (comisionado del Banco Mandiri)
- Pataniari Siahaan (comisionado del BNI del Banco Negara Indonesia)

## Símbolo
En junio de 1966, la Universidad Trisakti comenzó a utilizar el símbolo de un tridente que se decidía tras realizar un concurso. El símbolo es un refinamiento de Eko Purwoto, a quien se le asignó realizar mejoras en los diseños que surgieron del concurso.
El logo del tridente cubre:
- Soberanía política
- Economía gubernamental
- Cultura de indonesia